# Día Internacional de la Narración Oral
El Día Internacional de la Narración Oral es un celebración mundial del arte oral de la narración, también denominado cuentacuentos que celebra cada 20 de marzo, coincidiendo con el Equinoccio.

## Historia
El Día Internacional de la Narración Oral tiene sus raíces en Suecia, alrededor de 1991-1992.   
En aquel momento se celebró un evento organizado el 20 de marzo en aquel país (llamado Alla berättares dag, en español 'El día de los cuentacuentos').
El día se mantuvo y se empezó a celebrar a lo lardo del país por diferentes personas entusiastas de la narración oral. En 1997, cuentacuentos de Perth Australia coordinaron la celebración del cuento con una duración de cinco semanas, conmemorando el 20 de marzo como el día Internacional de los Cuenta-cuentos. A la vez, en México y otros países de Latinoamérica, ya se celebraba ese día como el «Día Nacional de los Cuentacuentos».
Cuando la red escandinava de narración oral, Ratatosk, comenzó por el 2001, los cuentacuentos escandinavos comenzaron a hablar de ello y en 2002 el evento se extendió desde Suecia a Noruega, Dinamarca, Finlandia y Estonia. En 2003, la idea se llevó a Canadá y otros países, a partir de se momento el evento se comenzó a conocer mundialmente como el «Día Internacional de la Narración Oral» (World Storytelling Day). 

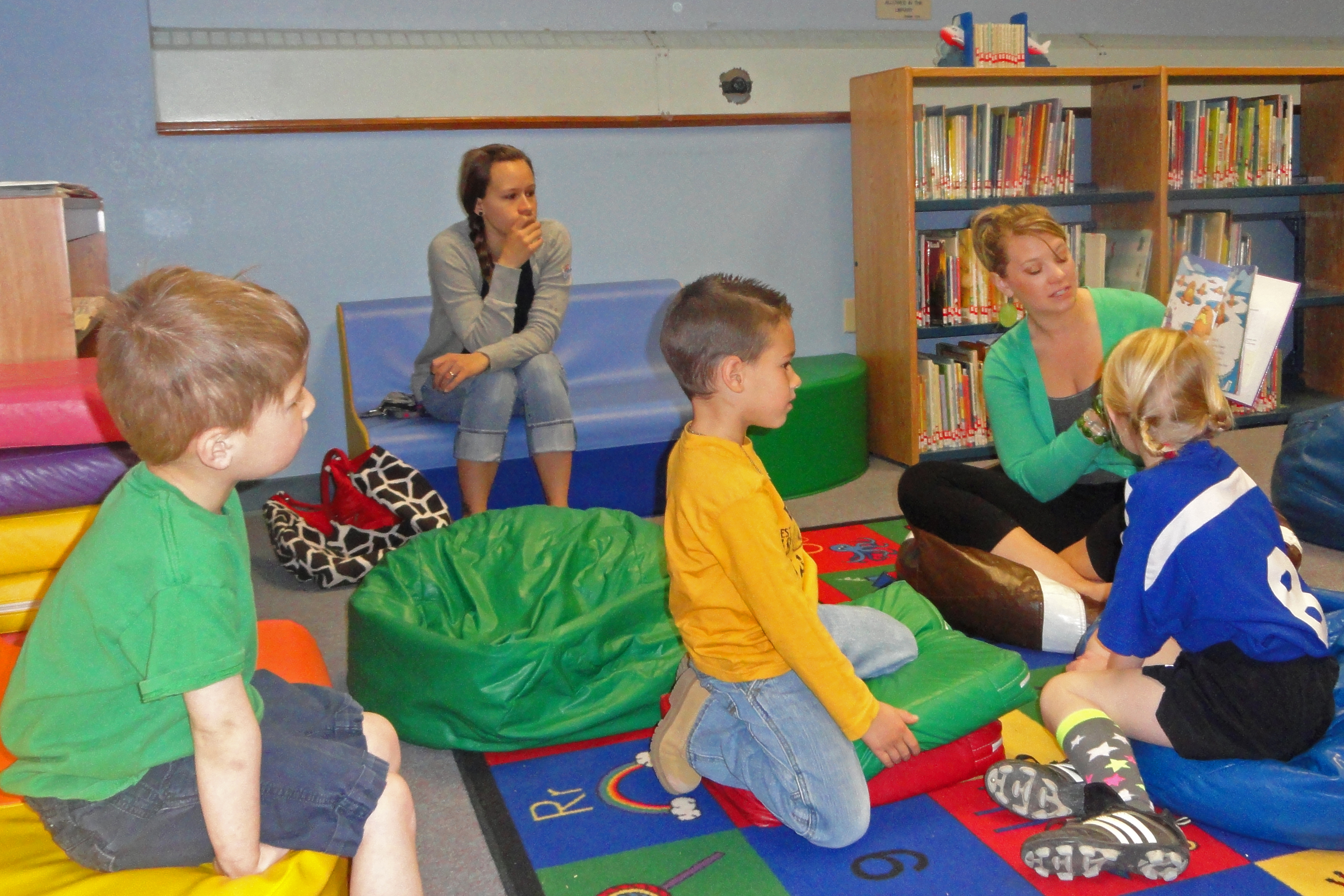

En 2004, Francia se unió con el evento Jour Mondial du Conte que tuvo una gran final el día 20 de marzo. Aquel año hubo ventas en veinticinco países de cinco continentes. Aumentando en 2006. En 2007 tuvo lugar el primer concierto de cuenta cuentos en Newfoundland, Canadá. En 2008 Los Países Bajos se unieron con el evento Vertellers in de Aanval: tres mil niños y niñas recibieron la sorpresa de la repentina aparición de cuentacuentos en sus aulas.
En 2009, ya hubo eventos del World Storytelling Day en Europa, Asia, África, América del Norte y América del Sur y Australia.
El logo del Día Internacional de la Narración Oral fue diseñado por Mats Rehnman y se emplea de manera oficial.
Se sigue celebrando cada año en todo el mundo. Durante el 20 de marzo, tanta gente como sea posible cuenta historias en diferentes idiomas y lugares del mundo, día y noche. Las personas participantes comparten sus eventos, compartiendo a la vez sus historias e inspirando para poder aprender los unos de otros, creando contactos y relaciones internacionales.
Este evento ha sido importante para establecer enlaces entre cuentacuentos que a menudo trabajan a distancia unos de otros. El hecho es tan significativo que ha logrado llamar la atención de público y medios de comunicación, acercándoles al arte de la narración oral.

## Temas

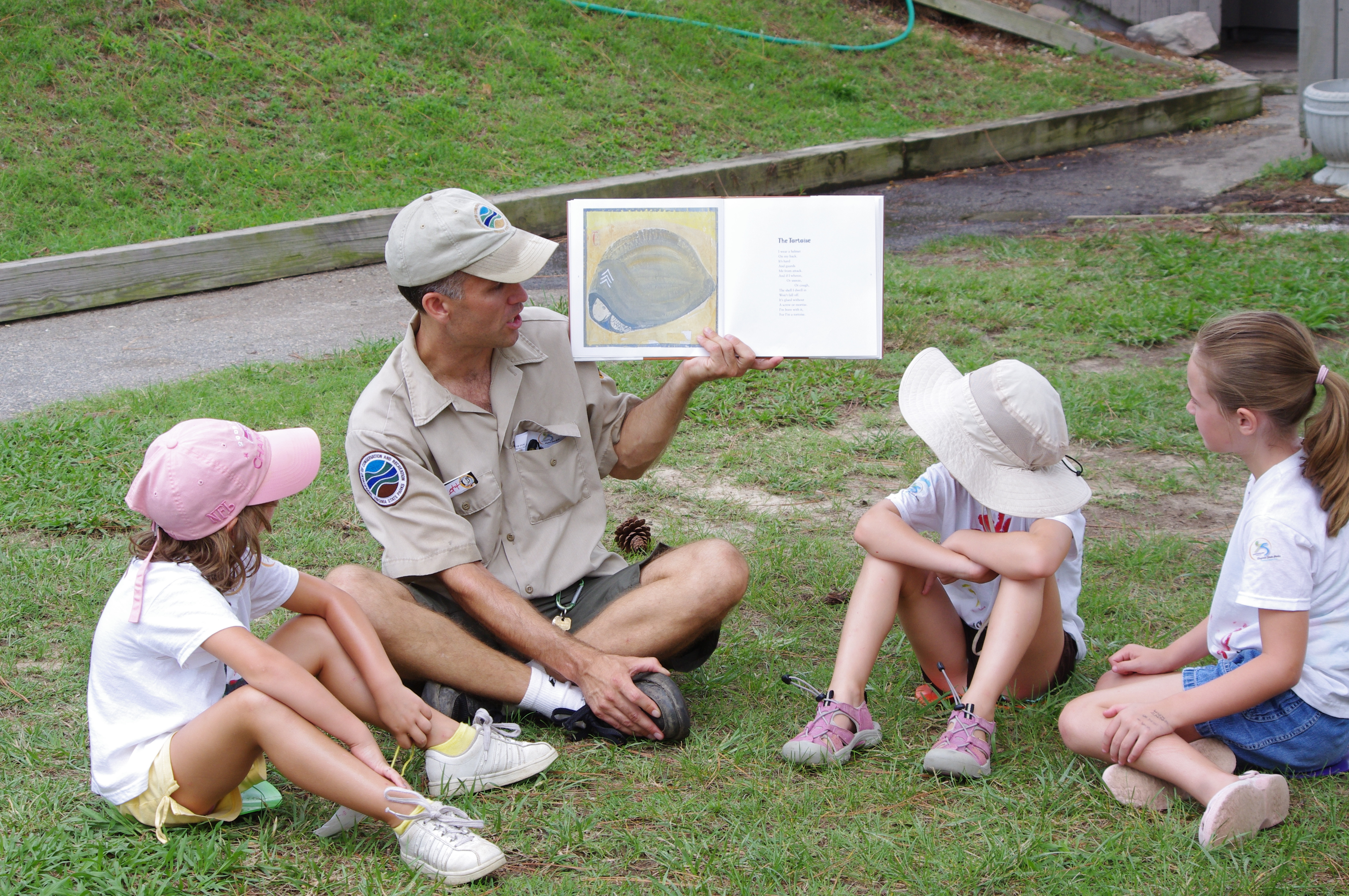

Cada año, muchos eventos tienen lugar a lo largo del planeta, enlazados con un tema común. El tema se elige mundialmente en un grupo oficial de la red social Facebook. 
- 2004 - Pájaros
- 2005 - Puentes
- 2006 - La luna
- 2007 - El vagabundo
- 2008 - Sueños
- 2009 - Vecinos
- 2010 - Luz y sombra
- 2011 - Agua
- 2012 - Árboles
- 2013 - Fortuna y destino
- 2014 - Monstruos y dragones
- 2015 - Deseos
- 2016 - Mujeres fuertes.[8]
- 2017 - Transformación
- 2018 - Tontos sabios
- 2019 - Mitos, leyendas, and épica
- 2020 - Viajes.[9]